# Barcelona (Film)
Barcelona ist ein US-amerikanischer Spielfilm aus dem Jahr 1994 unter Regie von Whit Stillman, der auch das Drehbuch schrieb.

## Handlung
Ted Boynton, ein höflicher, aber etwas steifer Geschäftsmann, arbeitet für eine amerikanische Firma in Barcelona „im letzten Jahrzehnt des Kalten Krieges“. Unerwartet erhält er Besuch von seinem Cousin Fred, einem Navy-Offizier, der einen Auftrag in Barcelona ausführen soll und dafür in Verbindung mit dem Konsulat steht. Fred quartiert sich kurzerhand bei Ted ein, worüber dieser nicht sonderlich begeistert ist, da die beiden seit ihrer Kindheit immer wieder miteinander im Streit lagen. Fred behielt in der Vergangenheit in vielen Dingen oft die Oberhand, während Ted als der Klügere gilt. Viele Einwohner Barcelonas sind eher antiamerikanisch eingestellt und Fred, undiplomatisch, in allen Belangen die USA verteidigend und ständig in seiner Offiziersuniform herumlaufend, fängt sich immer wieder Ärger ein.
Die beiden Verwandten lernen in den kommenden Monaten verschiedene Frauen näher kennen. Ted ist eher schüchtern, redet viel und erklärt, er würde „schöne“ Frauen ignorieren, damit er nur auf den Charakter achten kann. Fred hält diese Theorie für Blödsinn, da Ted so die schönen Frauen mit schönem Charakter entgehen würden. Er will im Gegensatz zu seinem Cousin auch bei Frauen eher auffallen als gemocht werden. Da er seinen Cousin nicht als Langweiler darstellen lassen will, erzählt Fred den Frauen mehrfach aufregende Lügen über ihn. Den Cousins fällt auf, dass die Frauen erst jetzt nach dem Ende des Franco-Regimes die Sexuelle Revolution erleben und daher viel offener als amerikanische Frauen sind.
Fred verbringt gleich seine erste Nacht in Barcelona mit Marta und es entspinnt sich eine amüsante, aber eher oberflächliche Beziehung. Ted lernt, nachdem ihm bei einem Opernbesuch sein eigentliches Date Aurora versetzt hat, die faszinierende Montserrat kennen. Die beiden kommen sich schnell näher, wobei ihr Verhältnis dadurch verkompliziert wird, dass Montserrat in einer offenen Beziehung mit Ramon ist, einem antiamerikanisch eingestellten Journalisten auf der Suche nach der ultimativen Schönheit, der erst recht nicht nach einer Begegnung mit Fred seine Meinung über Amerikaner ändert. Dennoch verläuft der Sommer für die Freunde vergnüglich und sie besuchen verschiedene Partys. Nach einiger Zeit entzieht sich Montserrat zusehends Ted, der sich stark in sie verliebt hat und schon Heiratspläne schmiedet. Aber auch Fred hat sich inzwischen in Montserrat verliebt, was den alten Zwist zwischen den Cousins wieder aufbrechen lässt. Fred verlässt die Wohnung und will zu Marta ziehen, doch erwischt er sie mit einem anderen Mann im Bett.
Die Situation spitzt sich zu, als Fred für einen CIA-Agenten gehalten und von Attentätern lebensgefährlich verletzt wird. An seinem Krankenbett wachen Ted, Montserrat, Aurora und deren Freundin Greta, die nächtelang Krieg und Frieden vorliest, damit Fred endlich aufwacht. Ted ist tief bestürzt und nutzt die Bewusstlosigkeit von Fred nicht aus, um Montserrat für sich zu gewinnen, sondern überdenkt seine Beziehungspläne. Marta taucht nur einmal kurz am Krankenbett auf und erklärt, sie wolle auf die Malediven ziehen, um ihrem Leben eine neue Richtung zu geben. Schließlich wacht Fred auf. Unterdessen trifft Dickie Taylor ein, ein Arbeitskollege von Ted. Ted glaubt, dass er gefeuert werden soll, doch dahinter steckt eine Beförderung und eine unmittelbare Versetzung nach Chicago. So verbringt Ted den Herbst nicht in Barcelona und sieht nur zweimal kurz Greta am Londoner Flughafen.
Als Ted wieder in Barcelona eintrifft, steht seine Heirat an – allerdings nicht mit Montserrat, sondern mit Greta. Fred und Montserrat sind inzwischen ein Paar geworden. Zuletzt sieht man Ted, Fred, Montserrat und Greta beim Grillen von Hamburgern an dem amerikanischen See, an dem die beiden Cousins bereits ihre Kindheitsstreitereien verlebt haben. Ted philosophiert, der Vorteil der Beziehung mit einer ausländischen Person sei, man könne deren Unhöflichkeiten nicht persönlich nehmen, da man immer wieder auf kulturelle Unterschiede verweisen könne.

## Hintergrund
Barcelona gilt nach Metropolitan – Verdammt, bourgeois, verliebt (1990) und vor Last Days of Disco – Nachts wird Geschichte gemacht (1998) als Mittelteil einer inoffiziellen Filmtrilogie, die sich um die Liebeswirren junger Menschen dreht und innerhalb der bestimmte Motive, Themen und Schauspieler immer wiederkehren. Stillman hatte das Drehbuch für Barcelona bereits in den 1980er-Jahren noch vor seinem Drehbuch zu Metropolitan geschrieben. Er drehte allerdings zunächst Metropolitan, da dieser Film für ihn als Regieanfänger deutlich günstiger zu finanzieren war und keine Dreharbeiten in Spanien verlangte.
Stillman heiratete 1980 eine spanische Frau, nachdem er selbst in Barcelona als Geschäftsmann gearbeitet hatte. Neben diesem autobiografischen Element brachte ihn der Filmtitel An Officer and a Gentleman auf die Idee, einen Offizier und einen Gentleman als Hauptfiguren zu haben. Viele seiner spanischen Bekannten hätten An Officer and a Gentleman, alleine schon wegen seines Titels, damals als „faschistisch“ bezeichnet, da er das Militär glorifiziere. Auch den beiden Hauptfiguren im Film wird mehrfach nachgerufen, sie seien Faschisten.
Stanley Kubrick, selbst ein in Europa lebender US-Amerikaner, mochte den Film sehr und fand insbesondere spannend, wie die Dialoge die Handlung vorantreiben. Er besetzte Thomas Gibson, nachdem er ihn in Barcelona gesehen hatte, für seinen letzten Film Eyes Wide Shut.

## Kritiken
Bei dem US-amerikanischen Kritikportal Rotten Tomatoes fallen 83 % der insgesamt 35 gelisteten Kritiken positiv aus.
Roger Ebert schrieb in der Chicago Sun-Times, dass Stillmans Film von einem Teil der amerikanischen Gesellschaft handele, der sonst meist gar nicht in Filmen abgehandelt werde: kluge, etwas naive junge Männer, die noch in einer Art und Weise sprechen würden, als säßen sie in einem Wirtschaftseminar am College. Stillman bringe zwar auch Witz hinein, mache sich aber nicht über diese Figuren lustig, sondern gebe ihnen eine Stimme. Hinsichtlich der gesellschaftlichen Dimension würden die beiden Hauptfiguren den amerikanischen Kapitalismus beziehungsweise Militarismus verkörpern. Stillmans Film habe die Leichtherzigkeit einer Kurzgeschichte von F. Scott Fitzgerald, „ganz über die junge Menschen, die die Oberfläche des Sees namens Leben abschwimmen“. Er erinnere auch an die Filme von Woody Allen, die beim ersten Mal als autobiografische Komödien funktionieren würden, beim zweiten Ansehen aber „düsterere Komplexitäten und Bedeutungen enthüllen“.
Jonathan Rosenbaum im Chicago Reader störte sich daran, dass die beiden Hauptfiguren die jungen spanischen Frauen in ihrer Umgebung quasi „kolonisieren“ würden. Auch der Film scheine in seinem Subtext anzudeuten, dass Europäer „in etwa Erster-Entwurfs-Amerikaner sind, die hungrig ihre amerikanische Überarbeitung erwarten“ würden. Dennoch fand Rosenbaum auch Lob: Wie Éric Rohmer besitze Stillman ein Talent für „gebildete und geistreiche Dialoge und eine Faszination für fotogene junge Frauen“ und es sei „recht amüsanter Stoff – empfindsam, frisch und frech – wenn man die ganze vornehme Arroganz verdauen kann.“
Hannes Brühwiler von Critic.de lobte: „Whit Stillman wird zu Recht für seinen fantastischen Sprachwitz gelobt. Leicht übersieht man dabei, dass seine Inszenierung dem in nichts nachsteht.“ Der Film würde mit einigen Anlehnungen auf das europäische Kino aufwarten, die bei Stillman aber eher klassizistisch als ironisch gemeint seien, und wolle vor allem Differenzen zwischen Europa und den USA herausarbeiten.
Der Filmdienst urteilte: „Die mal banalen, mal tiefsinnigen Gespräche über Liebe, Politik und Wirtschaft werden von der Inszenierung ironisch aufgebrochen. Der Zuschauer wird in einer diffusen Stimmung zwischen interessierter Anteilnahme und gepflegter Langeweile gehalten, die durch die ausgezeichneten Hauptdarsteller aufgefangen wird.“
Haden Guest, ein Filmkritiker und Filmhistoriker der Harvard University, hob die dargestellte Naivität der beiden Hauptfiguren hervor. Wie in den Werken von Mark Twain sei diese typisch amerikanische Naivität bei Stillman zugleich Qualität und Schwäche. Barcelona zeige – wie der vorangegangene und nachfolgende Film des Regisseurs – junge Menschen, die sich in einer Coming-of-Age-Geschichte widerwillig dem Erwachsenwerden und der Annahme von Verantwortung stellen müssten. Im Gegensatz zu seinen 1990er-Jahre-Zeitgenossen wie den Coen-Brüdern oder Quentin Tarantino diene die Komödie Stillman nicht zur postmodernen Parodie oder Neuerfindung, sondern er sehe sie nach den Theorien von Stanley Cavell als „ernsthaftes Mittel für Versöhnung Erneuerung“, für „Ordnung und Gemeinschaftssinn“.